# Аделхайд I (Кведлинбург)
Вижте пояснителната страница за други личности с името Аделхайд.
Аделхайд I (на немски: Adelheid I, * 973/977, † 14 януари 1044/1045 в Кведлинбург) от род Лиудолфинги (Саксонска династия), третата дъщеря на император Ото II и съпругата му Теофано Склирина, е втората абатеса на абатство Кведлинбург от 999 до 1040/1044 г.
Тя е сестра на император Ото III, Матилда и София I. Аделхайд е от 995 г. канонистка в Кведлинбург. Тя е възпитавана от нейната леля Матилда, дъщеря на Ото Велики, първата абатеса на Кведлинбург. След нейната смърт на 7 февруари 999 г., тя е избрана за нейна наследничка. От 999 до 1044 г. тя ръководи абатството Кведлинбург. От 1014 до 1043 г. тя е абатеса и на обединените абатства Гернроде и Фрозе, ръководи и абатство Фреден. От 1039 г. до 1043 г. тя е абатеса в абатство Гандерсхайм.
След смъртта на сестра ѝ София I, абатеса на манастир Гандерсхайм, († 27 януари 1039), тя е избрана и там, но понеже император Конрад II не е съгласен с избора, тя започва службата си там след неговата смърт.
Абатството получава дарения от брат ѝ император Ото III и неговия наследник император Хайнрих II. Последвана е от Беатриса I, дъщеря на император Хайнрих III.